# STS-51-A
STS-51-A fue la misión catorce del programa STS y la número dos del transbordador Discovery. La misión tuvo una misión única al lanzar dos satélites de comunicación y recuperar a otros dos que se encontraban en una órbita incorrecta.

## Tripulación
- Frederick Hauck (2) - Comandante
- David M. Walker (1) - Piloto
- Anna Fisher (1) - Especialista de misión
- Dale Gardner (2) - Especialista de misión
- Joseph P. Allen (2) - Especialista de misión

Entre paréntesis número de vuelos realizados incluido el STS-51-A. 

## Parámetros de la misión
- Masa:
  - Orbitador al despegue: 119,441 kg
  - Orbitador al aterrizaje: 94,120 kg
  - Carga: 20,550 kg
- Perigeo: 289 km
- Apogeo: 297 km
- Inclinación: 28.4°
- Periodo orbital: 90.4 min